# 西面尼结
西面尼结（Simon Niger）是新约使徒行传中的人物。使徒行传 13 :1 中提到他是安提阿教会的“先知和教师”之一：
在安提阿的教会中有几位先知和教师，就是巴拿巴和称呼尼结的西面，古利奈人路求与分封之王希律同养的马念并扫罗。——使徒行传13：1
尼结这个绰号被一些人解释为“黑色”的意思，指的是深色肤色或非洲血统，因为尼结在拉丁语中是“黑色”的意思。 
有些评论家认为西门与古利奈人西门是同一个人，西门的儿子鲁弗与罗马书16章中提到的鲁弗是同一个人。